# Craugastor tabasarae
Espèce
Synonymes
- Eleutherodactylus tabasarae Savage, Hollingsworth, Lips & Jaslow, 2004

Statut de conservation UICN

 CR A4ae : 
En danger critique
Craugastor tabasarae est une espèce d'amphibiens de la famille des Craugastoridae.

## Répartition
Cette espèce est endémique du Panama. Elle se rencontre de 600 à 910 m d'altitude dans les provinces de Coclé, de Colón et de Panama.

## Étymologie
Son nom d'espèce lui a été donné en référence au lieu de sa découverte, la Serranía de Tabasará.

## Publication originale
- Savage, Hollingsworth, Lips & Jaslow, 2004 : A new species of rainfrog (genus Eleutherodactylus) from the Serrania de Tabasara, west-central Panama and reanalysis of the fitzingeri species group. Herpetologica, vol. 60, no 4, p. 519-529 (texte intégral).